# テレ朝BB
テレ朝bb（テレあさビービー、tv asahi bb）は、テレビ朝日が行うインターネットを利用したビデオ・オン・デマンド (VOD) 事業の名称で、それまでのブロードバンドサイトを集約する形でスタートした。『テレ朝動画』に引き継がれるかたちで一旦終了した。

## 内容

### アニメ・特撮の配信
アニメは同局の人気番組『クレヨンしんちゃん』『ガイキング LEGEND OF DAIKU-MARYU』を、特撮はそれまでテレ朝が展開していた、「特撮映像配信」を引き継ぐ形で、『仮面ライダー剣』『特捜戦隊デカレンジャー』『仮面ライダー響鬼』『魔法戦隊マジレンジャー』『仮面ライダーカブト』『轟轟戦隊ボウケンジャー』といった作品を有料で配信する。

### スポーツ中継・スポーツ番組の配信
同サイトでは、『ワールドプロレスリング』『カーグラフィックTV』といったスポーツ中継、スポーツ番組も有料で配信する。

### ANNニュースの配信
ANNニュースも朝の番組から夜の番組まで、一日分計10本まとめて配信する。但し、ANNニュースのサイトとは別の配信形態になる。他のサイトと違い、無料で見られる。オープニングは同局の矢島悠子アナウンサーがナビゲートする。

### その他
同年3月中は、「新・京都迷宮案内」、「相棒」、「時効警察」などのドラマ見どころや、「三竹占い」を配信していたが、4月以降はCS放送のテレ朝チャンネルで放映中のカルチャー番組を中心に配信する。

### システム
基本的にVOD1本あたり数分程度の内容。前払い制となっており、クレジットカード・プロバイダー決済・テレ朝ID（tv asahi ID）による決済等など、支払い形式は異なる。